# Alexander Cuesta

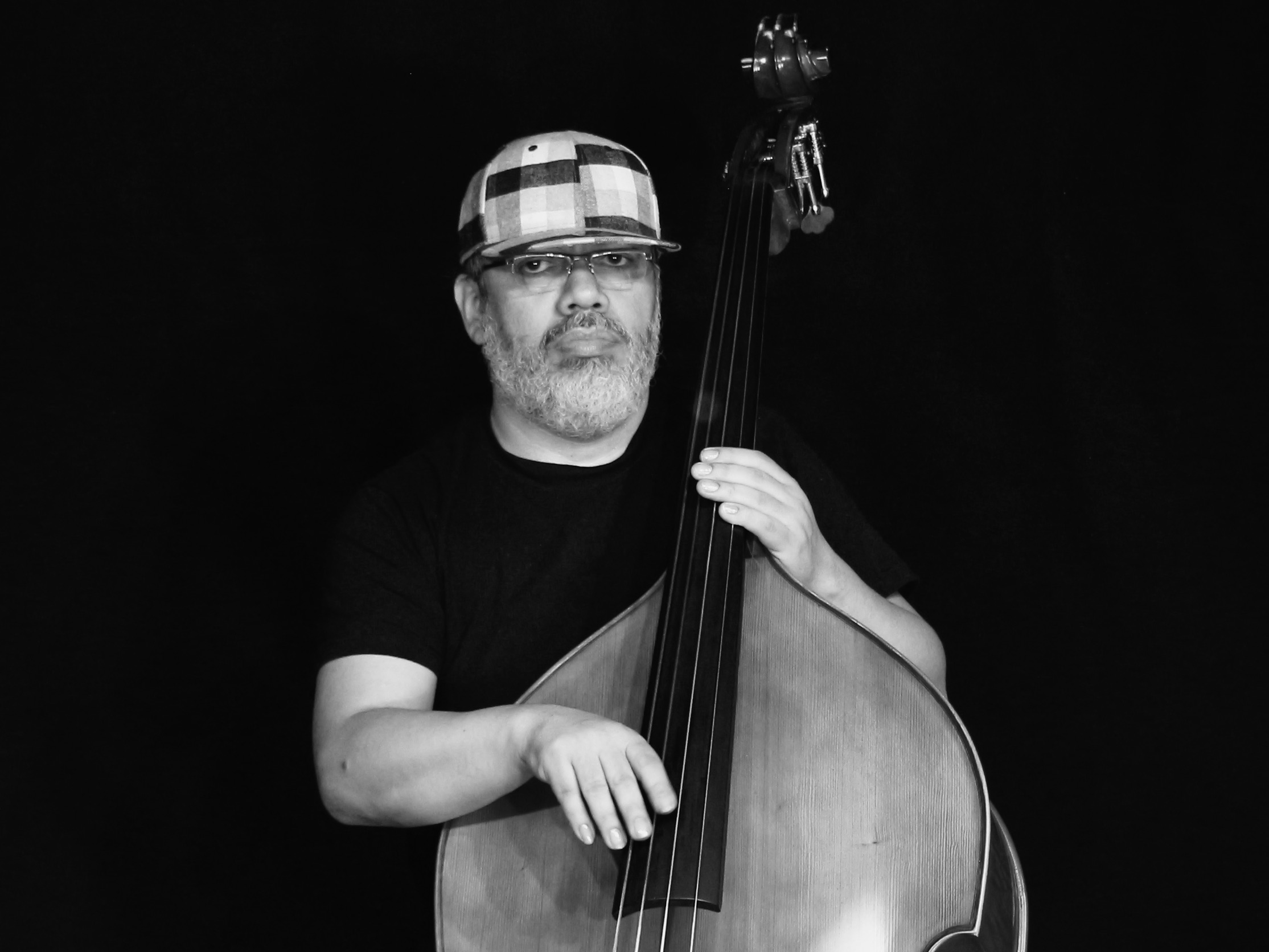

Alexander Cuesta-Moreno (nacido el 6 de agosto de 1966 en Bogotá) es un músico colombiano. Bajista, guitarrista, multinstrumentista, director de coro, banda y orquesta, productor, arreglista y compositor. 
Inició sus estudios de guitarra a los cuatro años en la Escuela de Música de su padre Manuel José Cuesta Ramírez y más tarde con el maestro Luis María Díaz, Horacio Lapidus, Luis Becerra, Francisco Cristancho H., Blas Emilio Atehortua, Dimitir Manolov, Gentil Montaña, Ricardo Márquez y Guillermo Abadía Morales. Comienza su carrera artística desde los 13 años.
Reconocido para su contribución al enriquecimiento de cultura colombiana, proyectando nuevos talentos en escenarios y competiciones nacionales e internacionales.
Actualmente en sustentación de Proyecto de grado de la Universidad Nacional Abierta y a Distancia - Unad. Maestro en música con Énfasis en Producción Musical. 2017-2021                                                                                          

## Proyectos

### Investigación en armonía
Investigación en armonía del jazz: La creación de la teoría sensible y desarrollo de nuevas técnicas de improvisación.

### Investigación en técnica vocal
Investigación en técnica vocal, basado en el estudio de la fisonomía del canto y el desarrollo de nuevas técnicas de óptima eficiencia que incluye ejercicios y métodos de canto.

### Pedagogía musical
Renombrado pedagogo cuya experiencia ha arrojado luz sobre necesidades instruccionales y enriquecer, desarrollo de búsqueda que contribuye a la pedagogía de la música que estimula un intercambio de ideas entre investigadores, pedagogos y alumnado universitario a través de simposios, talleres y sesiones de cartel con estudiantes no sólo de Colombia sino también de México, Chile, Alemania y otros países.

### Fundación Auros
Organización sin ánimo de lucro fundada en 1996 que proporciona formación musical para jóvenes colombianos, para proyectarlos como músicos de alto nivel profesional. El propósito principal de la entidad es académico, educativo, cultural, enriqueciendo las mentes de talentos a través de Colombia. La formación artística está desarrollada por profesores, artistas y a su vez reatroalimentado por su alumnado.

### Auros Records
Director de “Auros Records” Estudio independiente, renombrado por su producción de arreglos de alta calidad, grabación, mezcla, producción y dirección de arte que han participado en competiciones nacionales e internacionales, siendo nominados y obteniendo premios en producción e ingeniería de sonido.
Los siguientes son algunos discos del sello “Auros Records”:
Música colombiana
- Mujer – Niyireth (1997)
- Huellas – Hermanos Cañas Camargo (1999)
- De Norte Un Sur – Niyireth (2000)
- Evocación – Edwin Roberto Guevara (2001)
- Como Hace Tiempo – Diana y Fabián (2001)
- Trío de delta (2001)
- Juventud … Colombia empieza en ti (2001); para el Cartago  Instituto de Cultura y Turismo y Nadia Fundación.

Música latinoamericana
- Tiempo de vivir – Dueto Albur (2006)
- Cierra tu ojos y escucha – Jhonny Muñoz (2009); álbum ganador en los Premios “Lucca Prodan de Música Independiente” en Buenos Aires-Argentina.

## Composiciones musicales
Su trabajo incluye música que ha sido considerada "vanguardista" en su tiempo. Está caracterizado por su gran belleza y riqueza musical y estética. Su repertorio incluye trabajos de diferentes géneros musicales. Entre ellos:
Música colombiana
- Theo y Dani - Bambuco
- Bogotá Antigua - Pasillo
- El Mono - Bambuco
- Pequeñito - Pasillo
- Cuando la vida se va - Bambuco
- Mujer - Pasillo
- Mi propia vida - Bambuco

Jazz
- Friends
- Lesson one
- Redención
- Arauca
- Manolo´s  Blues
- Dame esos cinco

## Premios y Reconocimientos Especiales
Aquí se enumeran algunos destacados premios y reconocimientos durante su carrera:
- Medalla de plata, categoría Spirit and Faith, en los "World Choir games", como director del "Coro Fundacion Auros". Riga-Letonia. 2014

- Invitados especial como Director del "Coro Fundacion Auros" en el "14 Festival UNICAMP de Corais", Sao Paulo-Brasil. 2018

- Ganador del Primer Puesto en el Festival Nacional del Pasillo Colombiano, modalidad conjunto mixto, con el Ensamble Vocal Fundación Auros. Aguadas-Caldas (Col). 2008, 2010 y 2018.

- Reconocimiento a su brillante trayectoria musical como docente, director musical, arreglista, pianista y guitarrista en los ámbitos del jazz, la música colombiana y latinoamericana. A su dedicada proyección, aporte, enriquecimiento y evolución de nuestra cultura musical colombiana, forjando jóvenes talentos con su formación musical en la Fundación Auros. Gratitud por su valiosa integración y ofrecimiento del concierto de música Colombiana, enalteciendo el folclor patrio en el VIII Encuentro Los Maestros le cantan a Colombia. Ipiales-Nariño (Col). 2009

- Ganador del Premio Reconocimiento con la producción discográfica “Cierra tus ojos y escucha” del artista Jhonny Muñoz, en los Premios Lucca Prodan de música independiente. Buenos Aires-Argentina. 2009

- Alexander Cuesta y su grupo de jazz, Invitado Especial representante por Colombia en el 8.º Festival Universitario de jazz-FESUJAZZ. Bogotá (Col). 2004

- Mención de honor a Alexander Cuesta y su grupo de jazz, como uno de los mejores grupos presentados en la historia del Festival Universitario de jazz-FESUJAZZ. Bogotá (Col). 2004

- Ganador del "Festival Nacional del Bambuco Luís Carlos González", con el grupo vocal "Aquarela". Pereira, Risaralda (Col). 2000

- Ganador del Premio a la Excelencia en el “Festival Nacional del Pasillo Colombiano” como director musical y arreglista de la agrupación “Delta Trio”. Aguadas-Caldas (Col). 2000

- Ganador como Mejor Guitarrista en el “Festival de Música Andina Colombiana-Mono Nuñez” primera guitarra eléctrica en la historia del festival. Ginebra-Valle. 1997

- Ganador como mejor arreglista en el concurso “Antioquia le canta una Colombia”. Santa Fe de Antioquia (Col). 1997

- Ganador del Primer puesto en el Concurso Nacional de Composición "Jorge Villamil" con la canción "Mujer". Neiva-Huila (Col). 1996

- Arreglista y guitarrista de la mezzo-soprano Luz Niyireth Alarcón Rojas en Festivales Nacionales en Colombia, consiguiendo primer lugar y gran premio en casos concretos. 1996–1997.

- Participación en el Festival Jazz al Parque. Bogotá (Col). 1995

- Director de la cátedra de jazz de la  "Universidad INCCA de Colombia”. 1995–1996.